# بشر اليازجي
بشر رياض اليازجي (مواليد 1972 حلب) مهندس معلوماتية وسياسي سوري يشغل منصب مستشار في رئاسة الجمهورية العربية السورية للشؤون التنموية منذ 4 كانون الأول 2018. شغل قبلها منصب وزير سياحة في حكومات وائل الحلقي الأولى والثانية وعماد خميس من 22 آب 2013 حتى 26 تشرين الأول 2018.
حاصل على إجازة في الهندسة – اختصاص معلوماتية من جامعة حلب عام .1995

## الروابط الخارجية
- وزارة السياحة السورية